# Marc Pastor
Marc Pastor Pedron (Barcelona, 12 de octubre de 1977), es un escritor español en catalán de novela negra y criminólogo que forma parte de la sección científica de los Mozos de Escuadra.

## Biografía
Autor de Montecristo, La mala dona (Premio Crims de Tinta 2008), L’any de la plaga, Bioko, Farishta, Els àngels em miren, L'horror de Rèquiem y Riu de safirs, sus obras han sido traducidas al español, inglés, alemán, italiano, francés, checo, húngaro, polaco y coreano. También ha publicado relatos en las antologías The Wire. 10 dosis de la mejor serie de televisión. Es un autor en del que se destaca que «retoma los temas clásicos de la cultura pop» pero dotándolos de una personalidad propia.